# Kết quả chi tiết giải bóng đá nữ vô địch quốc gia 2008
Kết quả chi tiết giải bóng đá nữ vô địch quốc gia 2008 là kết quả chi tiết các trận đấu giải đấu bóng đá lần thứ 11 Giải vô địch bóng đá nữ Việt Nam do VFF tổ chức.

## Bảng xếp hạng

### Bảng tổng sắp
| TT | Đội              | Trận | Thắng | Hòa | Thua | BT | BB | Điểm |
| -- | ---------------- | ---- | ----- | --- | ---- | -- | -- | ---- |
| 1  | Hà Nội           | 10   | 6     | 2   | 2    | 22 | 9  | 20   |
| 2  | TKS Việt Nam     | 10   | 5     | 4   | 1    | 15 | 5  | 19   |
| 3  | Hoà Hợp Hà Tây   | 10   | 5     | 3   | 2    | 13 | 9  | 18   |
| 4  | Tp.Hồ Chí Minh   | 10   | 4     | 4   | 2    | 12 | 9  | 16   |
| 5  | Phong Phú Hà Nam | 10   | 3     | 1   | 6    | 11 | 12 | 10   |
| 6  | Thái Nguyên      | 10   | 0     | 0   | 10   | 5  | 34 | 0    |

## Kết quả chi tiết các trận đấu
Tham dự giải bóng đá nữ Vô địch quốc gia năm 2008 có 6 đội bóng: Hà Nội, Hoà Hợp Hà Tây, Phong Phú Hà Nam, Than Khoáng sản Việt Nam, Thành phố Hồ Chí Minh và Thái Nguyên. Sáu đội sẽ thi đấu theo thể thức vòng tròn 2 lượt để tính điểm xếp hạng. Giải bóng đá nữ vô địch Quốc gia 2008 sẽ khởi tranh vòng đấu đầu tiên của lượt đi vào ngày 14/6 trên Sân vận động Hàng Đẫy, Hà Nội và kết thúc vào ngày 1/7/2008. Lượt về bắt đầu từ ngày 9/7 và khép lại vào ngày 25/7 trên Sân vận động Thành Long, Thành phố Hồ Chí Minh.

### Vòng 1
| Than Khoáng Sản Việt Nam                                                | 2–0      | Phong Phú Hà Nam |
| ----------------------------------------------------------------------- | -------- | ---------------- |
| Bùi Thị Phượng (21) 4' · Lê Thị Hiền (8) 70' · Nguyễn Thị Hạnh (13) 67' | Chi tiết |                  |

| Thái Nguyên            | 0–1      | Thành phố Hồ Chí Minh                             |
| ---------------------- | -------- | ------------------------------------------------- |
| Nguyễn Hải Hoà (2) 17' | Chi tiết | Ngô Thị Hạnh (16) 61' · Phan Lệ Ái Duyên (21) 74' |

| Hà Nội                                  | 3–0      | Hoà Hợp Hà Tây |
| --------------------------------------- | -------- | -------------- |
| Ngọc Châm 20', 44' · Từ Thị Phụ (6) 70' | Chi tiết |                |

### Vòng 2
| Than Khoáng Sản Việt Nam                                                                       | 4–1      | Thái Nguyên            |
| ---------------------------------------------------------------------------------------------- | -------- | ---------------------- |
| Lê Thị Thương (9) 22' · Lê Thị Hiền (8) 37' · Lê Thị Hạnh (13) 66' · Bùi Thị Phượng (21) 90+2' | Chi tiết | Nguyễn Hải Hoà (2) 44' |

| Thành phố Hồ Chí Minh                                  | 2–1      | Hà Nội                        |
| ------------------------------------------------------ | -------- | ----------------------------- |
| Huỳnh Thị Thanh Khiết (13) 38' · Ngô Thị Hạnh (16) 77' | Chi tiết | Phan Lệ Ái Duyên (21) ph.l.n' |

| Hoà Hợp Hà Tây                                        | 3–1      | Phong Phú Hà Nam            |
| ----------------------------------------------------- | -------- | --------------------------- |
| Lê Thị Oanh (15) 36', 39' · Nguyễn Thị Thành (11) 70' | Chi tiết | Lê Thu Thanh Hương (15) 90' |

### Vòng 3
| Than Khoáng Sản Việt Nam                              | 2–0      | Thành phố Hồ Chí Minh |
| ----------------------------------------------------- | -------- | --------------------- |
| Vũ Thị Diệu Huyền (6) 54' · Bùi Thị Phượng (21) 90+3' | Chi tiết |                       |

| Thái Nguyên | 0–1      | Hoà Hợp Hà Tây          |
| ----------- | -------- | ----------------------- |
|             | Chi tiết | Phùng Thị Nhung (6) 50' |

| Phong Phú Hà Nam              | 1–2      | Hà Nội                                              |
| ----------------------------- | -------- | --------------------------------------------------- |
| Trần Thị Thu (16- Hà Nam) 43' | Chi tiết | Vũ Thị Huyền Linh(7) 75' · Đỗ Thị Ngọc Trâm (8) 77' |

### Vòng 4
| Phong Phú Hà Nam                                                                   | 5–1      | Thái Nguyên           |
| ---------------------------------------------------------------------------------- | -------- | --------------------- |
| Trần Thị Huế (19) 33' · Lê Thu Thanh Hương (15) 35', 43' · Vũ Thị Ánh (3) 72', 74' | Chi tiết | Nguyễn Hải Hoà 92) 9' |

| Hoà Hợp Hà Tây | 0–0      | Thành phố Hồ Chí Minh |
| -------------- | -------- | --------------------- |
|                | Chi tiết |                       |

| Hà Nội | 0–0      | Than Khoáng Sản Việt Nam |
| ------ | -------- | ------------------------ |
|        | Chi tiết |                          |

### Vòng 5
| Thành phố Hồ Chí Minh      | 1–1      | Phong Phú Hà Nam           |
| -------------------------- | -------- | -------------------------- |
| Trần Thị Hồng Lĩnh (6) 82' | Chi tiết | Nguyễn Thị Nguyệt (22) 61' |

| Than Khoáng Sản Việt Nam | 0–1      | Hoà Hợp Hà Tây          |
| ------------------------ | -------- | ----------------------- |
|                          | Chi tiết | Nguyễn Thị Muôn (7) 67' |

| Thái Nguyên               | 1–4      | Hà Nội                                                                        |
| ------------------------- | -------- | ----------------------------------------------------------------------------- |
| Dương Thị Quyên (7) 45+1' | Chi tiết | Vũ Thị Huyền Linh (7) 7' · Bùi Tuyết Mai (10) 68', 87' · Đỗ Ngọc Châm (8) 88' |

### Vòng 6
| Hòa Hợp Hà Tây | 0–0      | Thành phố Hồ Chí Minh |
| -------------- | -------- | --------------------- |
|                | Chi tiết |                       |

| Hà Nội                                                                                      | 7–1      | Thái Nguyên            |
| ------------------------------------------------------------------------------------------- | -------- | ---------------------- |
| Đỗ Thị Ngọc Châm (8) 9', 27' · Lê Thị Thủy (12) 14', 38' · Bùi Tuyết Mai (10) 26', 61', 78' | Chi tiết | Nguyễn Hải Hoà (2) 77' |

| Phong Phú Hà Nam | 0–1      | Than Khoáng Sản Việt Nam |
| ---------------- | -------- | ------------------------ |
|                  | Chi tiết | Vũ Thị Ngân (23) 85'     |

### Vòng 7
| Thái Nguyên | 0–3      | Than Khoáng Sản Việt Nam                            |
| ----------- | -------- | --------------------------------------------------- |
|             | Chi tiết | Vũ Thị Ngân (23) 35', 75' · Bùi Thị Phượng (21) 59' |

| Thành phố Hồ Chí Minh                                  | 2–3      | Hà Nội                                                                   |
| ------------------------------------------------------ | -------- | ------------------------------------------------------------------------ |
| Võ Thị Thuỳ trinh (17) 11' · Đoàn Thị Kim Chi (14) 88' | Chi tiết | Đỗ Thị Ngọc Châm (8) 13' · Bùi Tuyết Mai (10) 53' · Lê Thị Thủy (12) 71' |

| Phong Phú Hà Nam                                     | 2–0      | Hòa Hợp Hà Tây |
| ---------------------------------------------------- | -------- | -------------- |
| Lê Thu Thanh Hương (15) 29' · Đỗ Thị Hải Anh (9) 41' | Chi tiết |                |

### Vòng 8
| Than Khoáng Sản Việt Nam | 0–0      | Hà Nội |
| ------------------------ | -------- | ------ |
|                          | Chi tiết |        |

| Hòa Hợp Hà Tây                                                      | 4–0      | Thái Nguyên |
| ------------------------------------------------------------------- | -------- | ----------- |
| Nguyễn Thị Đăng (10) 19', 22', 42' · Nguyễn Thị Minh Nguyệt (9) 75' | Chi tiết |             |

| Thành phố Hồ Chí Minh     | 1–0      | Phong Phú Hà Nam |
| ------------------------- | -------- | ---------------- |
| Đoàn Thị Kim Chi (14) 30' | Chi tiết |                  |

### Vòng 9
| Thái Nguyên | 0–1      | Phong Phú Hà Nam          |
| ----------- | -------- | ------------------------- |
|             | Chi tiết | Nguyễn Thị Hương (10) 40' |

| Hà Nội             | 1–2      | Hòa Hợp Hà Tây               |
| ------------------ | -------- | ---------------------------- |
| Từ Thị Phụ (6) 38' | Chi tiết | Nguyễn Thị Muôn (7) 55', 59' |

| Than Khoáng Sản Việt Nam | 1–1      | Thành phố Hồ Chí Minh     |
| ------------------------ | -------- | ------------------------- |
| Vũ Thị Ngân (23) 27'     | Chi tiết | Đoàn Thị Kim Chi (14) 58' |

### Vòng 10
| Hòa Hợp Hà Tây                                      | 2–2      | Than Khoáng Sản Việt Nam                      |
| --------------------------------------------------- | -------- | --------------------------------------------- |
| Nguyễn Thị Đăng (10) 49' · Nguyễn Thị Thành(11) 82' | Chi tiết | Lưu Thị Mai (20) 55' · Nguyễn Thị Hải(14) 90' |

| Phong Phú Hà Nam | 0–1      | Hà Nội                       |
| ---------------- | -------- | ---------------------------- |
|                  | Chi tiết | Nguyễn Thị Kim Tiến (16) 49' |

| Thành phố Hồ Chí Minh                                                             | 4–1      | Thái Nguyên            |
| --------------------------------------------------------------------------------- | -------- | ---------------------- |
| Võ Thuỳ Trinh (17) 7' · Trần Thị Kim Hồng (7) 55', 57' · Nguyễn Thu Trang(27) 82' | Chi tiết | Lương Thị Đào (17) 36' |

## Kết quả tổng hợp
- Đội vô địch: Hà Nội
- Đội hạng nhì: TKS Việt Nam
- Đội thứ ba: Hoà Hợp Hà Tây
- Giải phong cách: Tp.Hồ Chí Minh
- Cầu thủ xuất sắc nhất: Đỗ Thị Ngọc Châm(8-Hà Nội)
- Cầu thủ ghi nhiều bàn thắng nhất: Đỗ Thị Ngọc Châm(8-Hà Nội), 7 bàn.
- Thủ môn xuất sắc nhất: Nguyễn Thanh Hảo(30-TKS Việt Nam)